# Pac’s Life
Pac’s Life (englisch für: Pacs Leben) ist das zehnte und letzte Studioalbum des US-amerikanischen Rappers Tupac Shakur. Es ist das fünfte postum veröffentlichte Album des Künstlers und erschien am 21. November 2006 über die Labels Interscope und Amaru Entertainment.

## Produktion
Bei dem Album fungierten Tupacs Mutter Afeni Shakur und Tom Whalley als Executive Producers. Die Musikproduzenten Sha Money XL und L.T. Hutton produzierten je vier Lieder des Tonträgers. Außerdem stammt jeweils ein Instrumental von Swizz Beatz, QD3, Orthodox, Ransum, Salih Williams, E.D.I. Mean und Nitty.

## Covergestaltung
Das Albumcover ist in Sepia gehalten und zeigt Tupac Shakur, der einen Anzug trägt und seine Hände vor dem Körper ineinanderlegt. Er hat den Blick vom Betrachter aus gesehen nach rechts gerichtet. Rechts oben im Bild stehen die Schriftzüge 2Pac und Pac’s Life. Der Hintergrund ist komplett in Weiß gehalten.

## Gastbeiträge
Auf allen Liedern des Albums treten neben Tupac Shakur andere Künstler in Erscheinung. So ist Untouchable (Swizz Beatz Remix) eine Zusammenarbeit mit der Rapgruppe Bone Thugs-N-Harmony, während der Rapper T.I. und die Sängerin Ashanti auf dem Titelsong Pac’s Life zu hören sind. Auf Dumpin’ wird Tupac von den Musikern Hussein Fatal, Papoose und Carl Thomas unterstützt, und auf Playa Cardz Right (Female) arbeitet er mit der Sängerin Keyshia Cole zusammen. Don’t Stop ist eine Massenkollaboration mit den Rappern Big Syke, Yaki Kadafi, Hussein Fatal, E.D.I., Young Noble und Stormy. Unter weiteren Gastmusikern befinden sich die Rapper Young Buck, Chamillionaire, Snoop Dogg, Lil Scrappy, Ludacris und Gravy sowie der Sänger Anthony Hamilton.
| Professionelle Bewertungen | Professionelle Bewertungen |
| -------------------------- | -------------------------- |
| Kritiken                   |                            |
| Quelle                     | Bewertung                  |
| laut.de                    | [ 2 ]                      |
| Rolling Stone              | [ 3 ]                      |
| allmusic                   | [ 4 ]                      |
| RapReviews                 | [ 5 ]                      |

## Titelliste
| #      | Titel                           | Gastmusiker                                                       | Produzent        | Länge |
| ------ | ------------------------------- | ----------------------------------------------------------------- | ---------------- | ----- |
| 1      | Untouchable (Swizz Beatz Remix) | Bone Thugs-N-Harmony                                              | Swizz Beatz      | 4:16  |
| 2      | Pac’s Life                      | T.I., Ashanti                                                     | L. T. Hutton     | 3:37  |
| 3      | Dumpin’                         | Hussein Fatal, Papoose, Carl Thomas                               | Sha Money XL     | 4:28  |
| 4      | Playa Cardz Right (Female)      | Keyshia Cole                                                      | Orthodox, Ransum | 4:33  |
| 5      | Whatz Next                      | A3, Jay Rock                                                      | Salih Williams   | 4:18  |
| 6      | Sleep                           | Young Buck, Chamillionaire                                        | Sha Money XL     | 4:10  |
| 7      | International                   | Nipsey Hussle, Young Dre the Truth                                | L. T. Hutton     | 4:03  |
| 8      | Don’t Sleep                     | Lil Scrappy, Nutso, Yaki Kadafi, Stormy                           | E.D.I. Mean      | 3:36  |
| 9      | Soon As I Get Home              | Yaki Kadafi                                                       | QD3              | 3:40  |
| 10     | Playa Cardz Right (Male)        | Ludacris, Keon Bryce                                              | Sha Money XL     | 4:54  |
| 11     | Don’t Stop                      | Big Syke, Yaki Kadafi, Hussein Fatal, E.D.I., Young Noble, Stormy | L.T. Hutton      | 5:25  |
| 12     | Pac’s Life (Remix)              | Snoop Dogg, T.I., Chris Starr                                     | L.T. Hutton      | 3:38  |
| 13     | Untouchable                     | Yaki Kadafi, Hussein Fatal, Gravy                                 | Sha Money XL     | 4:30  |
| 14 (*) | Dear Mama (Remix)               | Anthony Hamilton                                                  | Nitty            | 5:41  |

(*) Bonussong der internationalen Version

## Chartplatzierungen und Singles
Pac’s Life stieg auf Platz 9 in die US-amerikanischen Charts ein und konnte sich 15 Wochen in den Top 200 halten. In den deutschen Charts konnte sich das Album dagegen nicht platzieren.
Als Singles wurden die Lieder Untouchable, Pac’s Life und Playa Cardz Right (Female) ausgekoppelt.
Das Album verkaufte sich in den Vereinigten Staaten etwa 500.000 Mal, womit es nicht mehr an die kommerziellen Erfolge der vorangegangenen Alben anknüpfen konnte.